# Chengdu J-10
Pour les articles homonymes, voir Super 10 et J10.
Le J-10 (歼-10 jiān 10 ou Jianji-10) est un avion multirôle tout-temps de quatrième génération construit par la firme Chengdu Aircraft Corporation établie à Chengdu, en Chine pour la force aérienne chinoise. Il est connu en Occident sous le nom « Vigorous Dragon ». Il est entré en service en 2003 dans la force aérienne chinoise et existe en plusieurs variantes.

## Historique
L’étude du futur J-10 par l'industrie de l'armement de la république populaire de Chine débute en 1985, à la demande des forces aériennes de l’Armée populaire de libération (APL) qui cherchent à bénéficier d'un chasseur de nouvelle génération en complément des appareils de quatrième génération soviétiques (Mig-29 et Su-27) que l'URSS commence alors à mettre en service. Le futur aéronef reprend certains concepts de la génération précédente, le J-9, comme l'aile delta et les plans-canards à l'avant.
En octobre 1986, l’APL et le gouvernement chinois approuvent officiellement le programme sous le nom de code « project 8610 » et baptisent l'appareil J-10. Song Wencong (en) est placé à la tête du développement de l'appareil et la Chine bénéficie d'aide internationale sous la forme d'un General Dynamics F-16 et d'un réacteur CFM56.
En 1987, le programme bénéficie de l'apport des technologies du IAI Lavi du constructeur israélien IAI, qui bénéficie en retour des technologies des ailes delta et plans-canards du J-9[réf. nécessaire].
En 1990, à la suite de la répression des manifestations de la place Tian'anmen, la Chine est soumise à un embargo qui ralentit sérieusement le développement du moteur, car ni les Chinois ni les Israéliens ne sont alors capables de concevoir le moteur requis pour le J-10.
La première maquette grandeur nature est réalisée en 1993. Les ingénieurs chinois se heurtent rapidement à des problèmes techniques, surtout durant les essais en soufflerie. À la suite de l'éclatement du bloc soviétique, le programme évolue vers un avion multirôle à même de remplacer également les Q-5 Fantan d’attaque au sol ; cette réorientation impose de redessiner certaines parties de l'appareil pour lui permettre notamment d'intégrer un radar de suivi de surface.
Au milieu des années 1990, les Russes font leur entrée dans le programme, apportant avec eux le moteur AL-31F, et à la mi-1996, le premier prototype, immatriculé « 1001 », monoplace, réalise son vol inaugural. À la fin de 1997, le deuxième prototype est perdu, semble-t-il à cause d'un problème dans les commandes de vol électriques. Autour du 22 ou 23 mars 1998, après une révision complète du système de contrôle de vol, le troisième prototype vole. Cette date est généralement considérée comme le premier vol officiel du J-10. Au cours de l’année 1999 six autres prototypes destinés aux essais en vol et aux essais statiques sont construits ; la plupart sont équipés du moteur chinois WS-10, les autres sont à motorisation russe.
Le développement de la version biplace J-10S, pour l'entraînement, débute en 2000. Les essais en vol se poursuivent avec les versions monoplaces, dont les essais d'éjection du siège.
En 2001 arrive la première commande de l’État chinois, 54 appareils à moteur russe AL-31N — le même que celui du Su-27 en raison du retard sur le développement du réacteur WS-10A.
La seconde phase des essais, avec les essais des systèmes d'armes, débute en 2002.
Le 10 mars 2003 sont livrés les premiers J-10 de présérie, sans radar à cause des retards dans le développement de celui-ci, dans une unité d'expérimentation opérationnelle : le centre d’entraînement et de test de vol de l'armée de l'air chinoise à la base aérienne de Cangzhou, dans la province de Hebei. Cette première livraison est effectuée lors d'une cérémonie au cours de laquelle les principaux responsables militaires observent deux J-10 en démonstration.
En décembre 2003 de la même année, la variante biplace effectue son premier essai en vol et le premier essai de missile air-air est réalisé le même mois.
Au début de 2004, la version monoplace J-10A obtient son certificat de vol, suivie, en 2005, par la version biplace J-10S.
Le 29 décembre 2006 la Chine reconnaît officiellement l'existence du J-10, deux ans et demi après la présentation officielle, en raison du déclassement du programme, jusque-là couvert par le secret défense.
Le 16 avril 2018, la version J-10C est officiellement déclarée prête au combat et, le 18 novembre de la même année, une J-10B équipée d'un moteur WS-10 à poussée vectorielle fait sa première apparition en public au salon de Zhuhai. L'avion effectue plusieurs figures de voltige aérienne dont le cobra de Pougatchev.
Le 17 mai 2019, un ballon d'observation propulsé à très haute altitude, d'origine étrangère, pénètre dans l'espace aérien du sud de la Chine. Un J-10C l'a abattu à l'aide d'un missile courte portée le jour même. C'est la première fois qu'il abat des objets aéroportés pendant un combat réel.
Lors d'un affrontement aérien entre l'Inde et le Pakistan le 7 mai 2025, un J-10CE pakistanais aurait abattu un Rafale à l'aide d'un missile PL-15,.

## Description

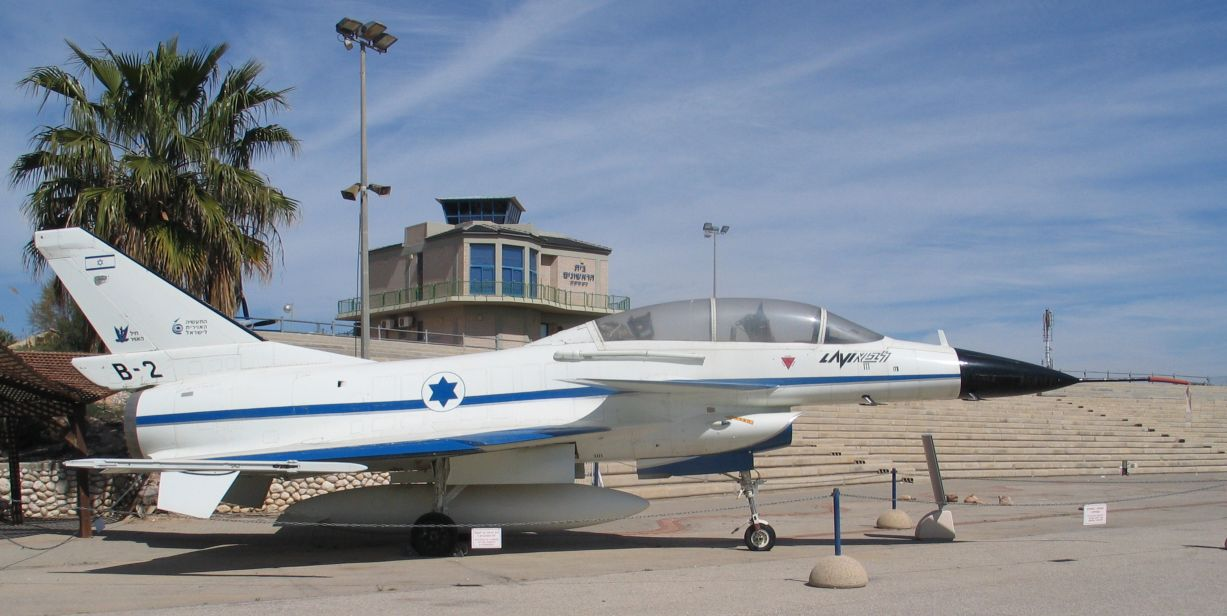
Le IAI Lavi Israélien

Le J-10 est un appareil à voilure delta, qui comme le Saab 37 Viggen est équipé de plans canards dont le design est hérité du Chengdu J-9. L'entrée d'air est située en position centrale, la dérive est unique et est associée à d'épaisses quilles antiroulis.

### Rumeurs
L'ensemble de ces détails ont fait dire aux constructeurs du Lavi qu'il s'agissait d'une copie. Les constructeurs du J-10 ont montré que ces deux avions sont vaguement apparentés au Chengdu J-9 qui est antérieur de 11 ans au Lavi sans convaincre [pas clair][réf. obsolète][source détournée]. Certaines sources indiqueraient même que le Pakistan aurait prêté un F-16 au bureau d'études de Chengdu.[réf. souhaitée]

Les inspirations, voire les copies, sont fréquentes dans toutes les industries dont celle de l'aéronautique militaire, et plus particulièrement en république populaire de Chine. [réf. souhaitée]
- Elle peut contenir un travail inédit ou des déclarations non vérifiées, malgré la présence de sources, car la portée de certaines d'entre elles semble avoir été détournée de leur véritable signification par une interprétation personnelle d’un contributeur. Vous pouvez aider en mettant le texte en accord avec les sources citées. (Marqué depuis août 2021)

- Elle ne cite pas suffisamment ses sources. Vous pouvez indiquer les passages à sourcer avec {{référence nécessaire}} ou {{Référence souhaitée}}, et inclure les références utiles en les liant aux notes de bas de page. (Marqué depuis août 2021)

### Moteurs

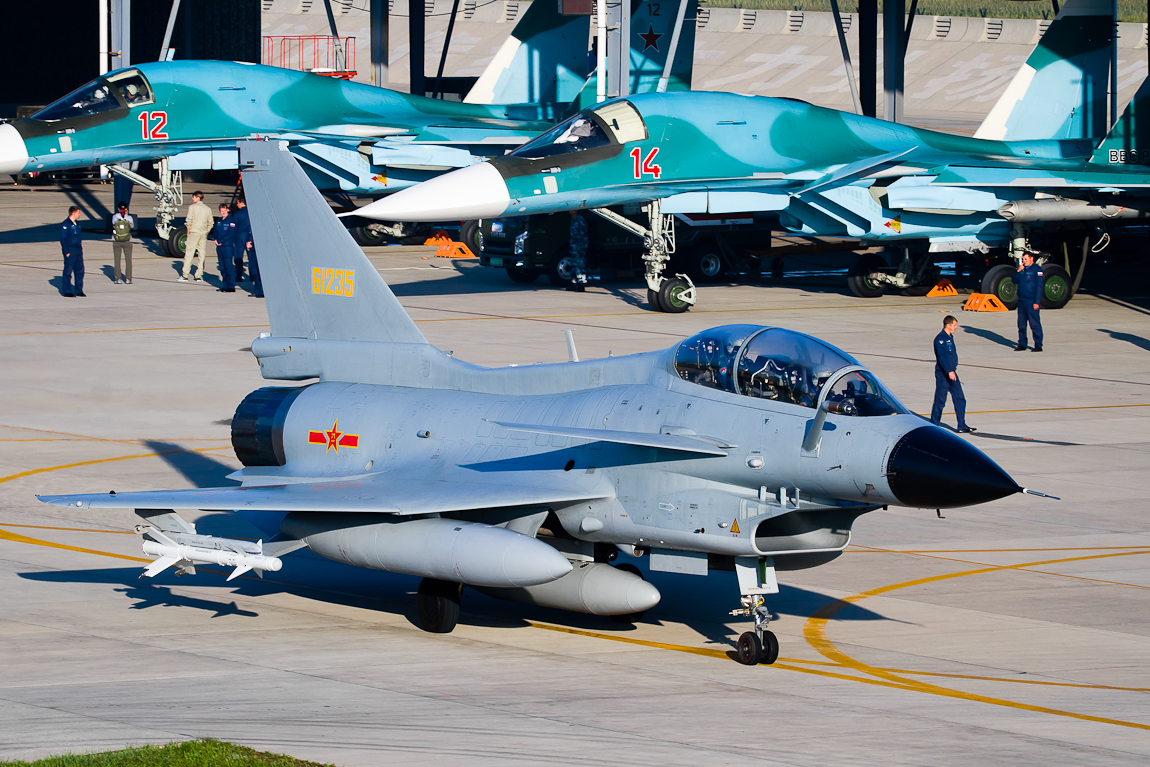
J-10S lors de la compétition internationale "Aviadarts", en 2017

Le bloc moteur est d'origine russe jusqu'en 2020. Il s'agirait d'un dérivé du AL-31F qui équipe les Su-27 produit sous licence en Chine : le AL-31FN. Les Chinois ont peiné à développer leur propre motorisation (WS-10) et en l'absence de licence de fabrication, ils sont contraints d'acheter leurs moteurs chez les Russes.

Le J-10B et J-10C sont équipées de AL-31FN série 3 plus performants.
Les premiers J-10C équipés de réacteurs chinois, le WS10B, sont prêts à être livrés en mars 2020 et sont en service opérationnel en mai 2021.

### Armement et équipement
Dans le domaine de l'armement, les Chinois font le plus d'efforts en développant leur propre gamme d'armements guidés, le reste provenant de Russie. Le J-10 peut emporter des armements de type air-air, air-sol et une nacelle de désignation ou de brouillage électronique au niveau des points d'emport latéraux.
Le J-10 possède un canon interne de calibre 23 mm. Il peut emporter des charges sur 11 points d'emport pour une masse utile de
4 500 ou 5 500 kg (six sous les ailes et cinq sous le fuselage) :
| Armement                                 | Modèles   | Notes   |
| ---------------------------------------- | --------- | ------- |
| Canon de 23×115 mm                       | GSh-23    |         |
| Fox 1 - Missile guidage radar semi-actif |           |         |
| PL-11                                    |           | [ 10 ]  |
| Fox 2 - Missile à guidage infrarouge     |           |         |
| PL-10                                    |           | J-10C   |
| PL-8                                     |           | [ 10 ]  |
| Fox 3- Missile à guidage radar actif     |           |         |
| PL-12                                    |           | [ 10 ]  |
| PL-15                                    |           | J-10C   |
| Missile air-sol                          |           |         |
| KD-88                                    |           | J-10C   |
| Missile antinavire                       |           |         |
| YJ-83                                    | K         | [ 10 ]  |
| Missile antiradar                        |           |         |
| YJ-91                                    |           | J-10B/C |
| Bombes guidée                            |           |         |
| Bombe guidée de 500 kg                   | LS-500J   | [ 10 ]  |
| Bombe guidée de 500 kg                   | GB1/TG500 | [ 10 ]  |
| Nacelles                                 |           |         |
| Nacelle de désignation                   | K/JDC01A  | [ 10 ]  |
| Nacelle de contremesures électroniques   | K/RKL700A | [ 10 ]  |

### Radar
L'appareil a péché à ses débuts dans le domaine de la navigation et du guidage, les Chinois étant dépendants jusqu'au début des années 2010 des réseaux russes (Glonass) et américains (GPS), ce qui affecte leur indépendance jusqu'à la mise en service du réseau Beidou. Le radar Type 1473 à impulsion Doppler est de fabrication chinoise. Il permet de suivre dix cibles tout en en attaquant quatre simultanément dans un champ large de 100 km.
Le J-10C dispose d'un radar à antenne active et d'une suite de guerre électronique dédiée.
Le reste des caractéristiques techniques est encore relativement flou selon les sources. Ainsi la masse à vide est de 8,8 t ou 9,7 t et sa capacité d'emport est estimée à 4 500 kg ou 5 500 kg.

## Commandes
Initiateur du projet, les besoins chinois seraient évalués en 2019 à près de 500 appareils.

### Chine

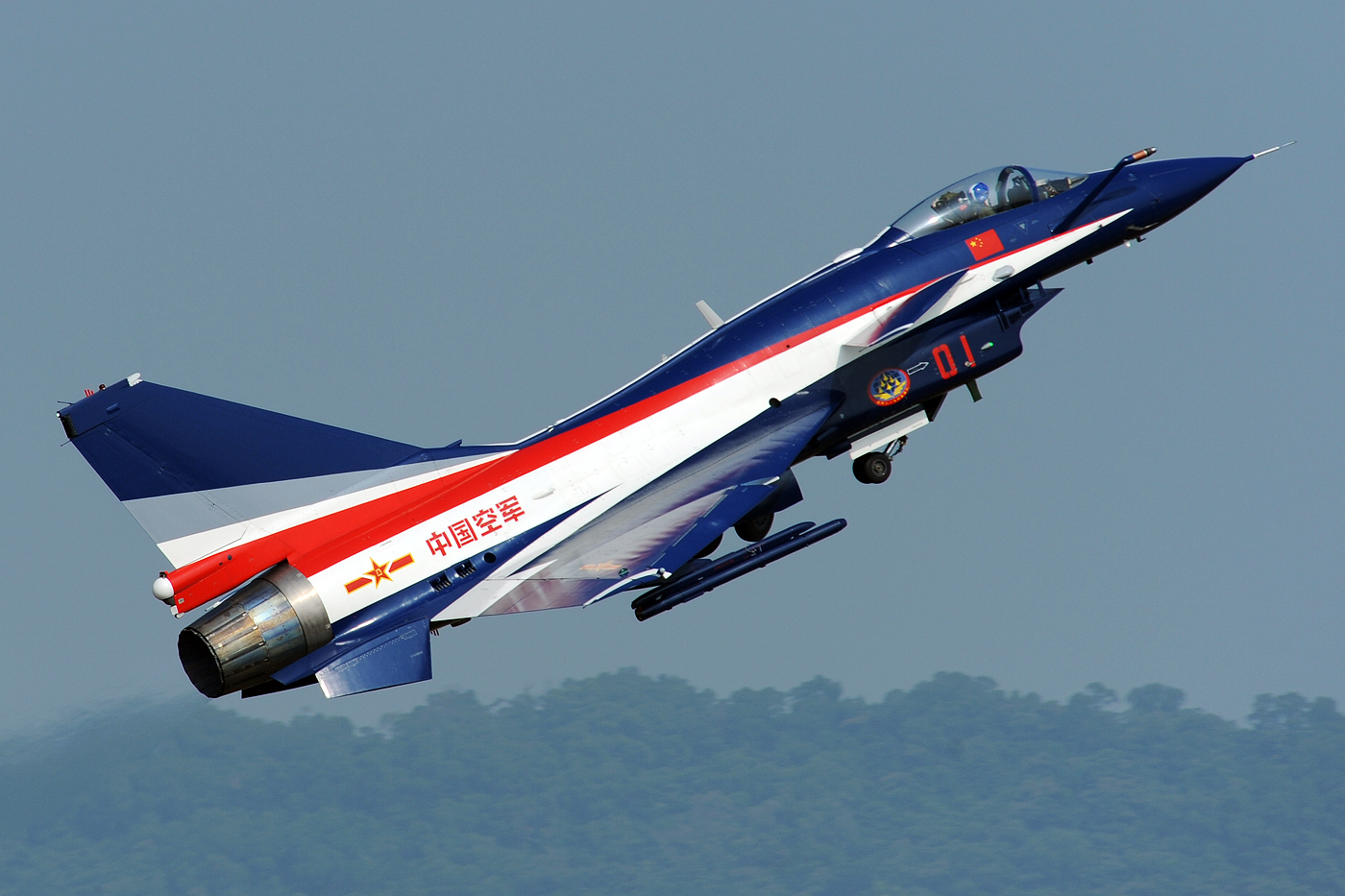
Un J-10AY de la patrouille acrobatique du 1er août.

- 13th Flight Test Regiment of the Flight Test & Training Centre (Cangzhou, Hebei) : février 2003.
- 131e Régiment de chasse aérienne de la 44e Division aérienne (Mengzi, Yunnan) : décembre 2004, 32 J-10.
- 3e Division aérienne (Changxing, Zhejiang) : début 2006.
- 2e Division aérienne (Guangdong) : 2007

En juillet 2004, une cérémonie officielle marque la mise en service officielle de l'appareil où est présentée aux officiels une dizaine d'appareils. Le premier lot comprenait 50 exemplaires, et fut suivi d'un second lot de cent avions à partir de 2005. Trois cents exemplaires de la première version sont finalement construits.
De cent à 200 J-10C seraient prévus.
L’armée de l’Air chinoise a estimé ses besoins à environ trois cents appareils et il est possible que l’aéronavale de la marine (PLANA) en fasse aussi la demande.
En 2012, les unités suivantes seraient équipées de J-10 :
- Centre de transformation et de formation expérimentale à Changzhou.
- 2e Régiment de la 1re Division de Chasse (Anshan, région militaire de Shenyang) : J-10A et J-10S
- 5e Régiment de la 2e Division de Chasse (Guilin, région militaire de Guangzhou) : J-10A et J-10S
- 8e Régiment de la 3e Division de Chasse (Changxing, région militaire de Nanjing) : J-10A et J-10S
- 26e Régiment de la 9e Division de Chasse (Huizhou-Huiyang, région militaire de Guangzhou) : J-10A et J-10S
- 43e Régiment de la 15e Division d'Attaque au Sol (Datong-Huaren, région militaire de Beijing) : J-10A et J-10S
- 72e Régiment de la 24e Division de Chasse (Tianjin-Yangcun, région militaire de Beijing) : J-10A et J-10S
- 131e Régiment de la 44e Division de Chasse (Luliang, région militaire de Chengdu) : J-10A et J-10S
- Formation de démonstration aérienne du 1er août (Tianjin-Yangcun, région militaire de Beijing) : J-10AY et J-10SY

### Export
La rentabilisation d'un programme en aéronautique passe par la vente à l'export. Les pays visés ne disposent pas des moyens financiers ni des autorisations nécessaires pour acheter des appareils auprès des nations occidentales (F-35, Rafale, Eurofighter, Gripen).
Il s'agit principalement des marchés de l'Asie Pacifique, d'Amérique du Sud, d'Afrique et de la région Moyen-Orient-Afrique du Nord. Ces derniers sont largement prospectés par l'industrie russe.
Outre l'Iran, quatre pays ont montré un intérêt pour le chasseur chinois : le Pakistan,, l'Indonésie, la Thaïlande et l'Argentine[réf. nécessaire].
Il ne trouve aucun débouché à l'exportation avant la fin 2021 et la première commande venue du Pakistan.

#### Pakistan
Le Pakistan a initialement commandé trente-six avions J-10B en 2009 pour un montant d'1,4 milliard de dollars américains,  ; cette décision est annulée en 2016.
Le 29 décembre 2021, le Pakistan annonce commander auprès de la Chine vingt-cinq J-10C. Les deux premiers sont aperçus le 15 février 2022 dans ce pays.

## Variantes
- J-10A - Version de base monoplace
- J-10S - Version biplace du J-10A  pour l'entraînement. Il peut aussi être utilisé comme avion d'attaque au sol.
- J-10AY/SY - Version du J-10A/S destinée à l'équipe de démonstration aérienne 1er août
- J-10B - Modification du stylisme de l'entrée d'air, ajout d'un capteur optronique à l'avant, nouveau radar à balayage passif (PESA), moteur Salyut AL-31 FN série 3
- J-10C - Nouveau radar à antenne active (acronyme AESA), suite de guerre électronique améliorée, intégration des missiles PL-15 et PL-10. Nouveau reacteur ws-10B de 135kN de poussée avec post combustion et poussée vectorielle pour une meilleure maniabilité en combat rapproché.
- J-10D - Version que des observateurs supposent en étude, en 2018 pour améliorer la furtivité, l’autonomie et la capacité multirôle de l’appareil[16]
- Prototype J-10B avec un réacteur à poussée vectorielle destiné au Chengdu J-20 testé depuis fin 2017[17]
- FC-20 - Dénomination de la version destinée à l'export du J-10A
- J-10CE - Dénomination de la version destinée à l'export du J-10C présentée en 2018[1]

## Culture populaire
- Le J-10 apparaît dans le jeu vidéo Battlefield 2.
- Le J-10A apparaît dans le jeu vidéo War Thunder.